# パーライヤッカーラル
パーライヤッカーラル（タミル語：பாளையக்காரர்கள், Palaiyakkarar）は、南インドのナーヤカ朝の支配のもと、タミル地方南部および内陸部などにおいて半独立的な地位を保った領主層。パーライヤッカーラン（Palaiyakkaran）とも呼ばれる。 イギリスはこれらをポリガール（Poligar）と呼んだが、その中には自衛のために武装した村長や、混乱に乗じて自立した地方役人なども含まれていた。

## 歴史

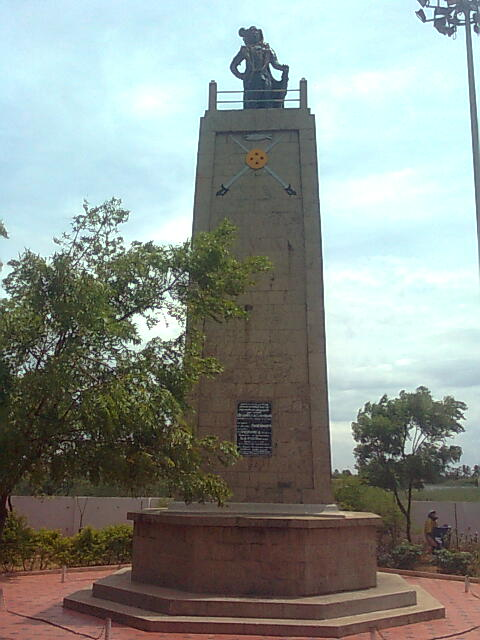
ヴィーラ・パーンディヤ・カッタボンマンの銅像

パーライヤッカーラルの制度は、タミル地方のマドゥライ・ナーヤカ朝の君主ヴィシュヴァナータ・ナーヤカが最初に導入したのだという。
ヴィジャヤナガル王国がターリコータの戦い以降に衰退すると、マドゥライ・ナーヤカ朝などタミル地方のナーヤカ朝はパーライヤッカーラルの制度を導入しはじめた。これは自国の領主らに貢納、軍事力の提供を条件にパーライヤッカーラルの称号を授け、各々の領地（ポラム）を封土として認めた。これはかつてヴィジャヤナガル王国がとったナーヤカ制度に似ている。
パーライヤッカーラルは地元の要塞を拠点とし、領地の管理・治安の維持、王国への税の納入、王への軍事力の提供も行った。彼らは徴税した4分の1の税を自ら保持し、残りは国庫に納めた。
このようなパーライヤッカーラルは、マドゥライ・ナーヤカ朝だけで72人いたという。
彼らは小さな者は数ヶ村から、プドゥコーッタイやラームナードといった大きな者は数百ヶ村を領有した。
だが、17世紀末から18世紀初頭、ムガル帝国のアウラングゼーブによるデカンおよび南インド遠征（デカン戦争）ののち、カルナータカ太守がタミル地方を支配するようになると、それらに従属するようになった。
しかし、18世紀後半に政権の財政が英国からの借財により悪化すると、パーライヤッカーラルとのあいだに徴税問題が生じた。1752年にはムハンマド・ユースフ・ハーンという徴税官が政権より派遣されたが、パーライヤッカーラルはこれに抵抗している。ムハンマド・ユースフ・ハーンは最終的に政権側ともトラブルを起こし、1764年に処刑されたが、それでも多くのパーライヤッカーラルを服属させ、幾名かは殺害している。
18世紀末、英国と徴税問題でもめたパーライヤッカーラルの一人ヴィーラ・パーンディヤ・カッタボンマンは、1799年5月にマイソール戦争が終結すると、すぐさまイギリスに対し蜂起した（第一次ポリガール戦争）。だが、彼はイギリスに敗れたのち、裏切りにより捕えられ、同年10月にイギリスにより処刑された。
1801年2月に投獄されていたカッタボンマンの弟ウーマイドゥライが脱獄し、地元の人々を集めて挙兵した際には、パーライヤッカーラルの大規模な反乱となった（第二次ポリガール戦争）。だが、ウーマイドゥライらの反乱指導者らは戦いに敗れて、10月に捕えられ、11月に処刑された。そして、1805年7月に最後の指導者ディーラン・チンナマライが処刑され、戦争は終結した。
この戦争により、イギリスは多くのパーライヤッカーラルの領地を併合し、多くを処刑あるいはアンダマン初頭に追放した。だが、一部の対英協力者はイギリス統治下の藩王国あるいはザミーンダールとして、その領土が安堵された。藩王国としてはプドゥコーッタイ、ザミーンダールとしてはラームナードが挙げられる。タミル地方北西部及び南部はこれらが多く存在した地域であり、それぞれウェスタン・ポラム、サザン・ポラムと呼ばれていた。